# Giovanni Battista Cantone
Giovanni Battista Cantone (1589 – Madrid, 27 novembre 1655) è stato un nobile e magistrato italiano.
Proveniente dal patriziato alessandrino, all'apice di una brillante carriera fu nominato Senatore di Milano nel 1639 e successivamente, nel 1650, Reggente per il Ducato di Milano nel Supremo Consiglio d'Italia.

## Biografia

### Origini
Giovan Battista Cantone nacque intorno al 1589, probabilmente ad Alessandria. Il luogo di nascita non è certo per via dell'arrivo della sua famiglia in città proprio in quegli anni; comunque sia, nell'iscrizione commemorativa a lui dedicata dal Comune di Alessandria nel palazzo comunale dopo la sua morte, riportata dal Ghilini e oggi non più esistente, è denominato "Alexandrinus". Il nome della famiglia Cantone, o Cantono, non compare nelle cronache cittadine che dal principio del XVII secolo; nel 1593, il 12 luglio, dei Cantoni di Alessandria, evidentemente già godenti diritti nobiliari, aggregarono a sé con atto notarile rogato Firuffini i fratelli Giovanni Bartolomeo, Gianfrancesco e Paolo Giorgio Cantono da Andorno, dando a questi ultimi il diritto ad usare il loro stemma; i tre ottennero il regio consenso per l'uso dell'arma il 13 dicembre dello stesso anno e la consegnarono poi nel 1613. L'equivalenza dei cognomi (nell'iscrizione del 1655 di cui sopra, in latino, Giovanni Battista era detto Cantono) e la data di aggregazione dei Cantone al patriziato alessandrino due anni dopo, con l'ammissione al decurionato nel 1595,  suggeriscono che i Cantoni aggreganti fossero parenti di quelli di Andorno, giunti in città non molto tempo prima. La famiglia dovette il suo status nobiliare, mantenuto per almeno un secolo, all'appartenenza al ceto dei giureconsulti, come dimostra la carica ricoperta almeno dal 1570 da Giovanni Bartolomeo di Procuratore di Sua Altezza nelle cause della sindacatura di Biella (nel cui territorio ricadeva Andorno) e Tronzano; oltre alla eccezionale carriera da giureconsulto di Giovanni Battista, ebbero importanti incarichi anche il figlio Ortensio, Questore del Magistrato Ordinario di Milano come il padre, e Luca Antonio, Avvocato Fiscale delle Langhe e poi Podestà di Serravalle, di Tortona nel 1644 e di Vigevano nel 1646.

### Carriera

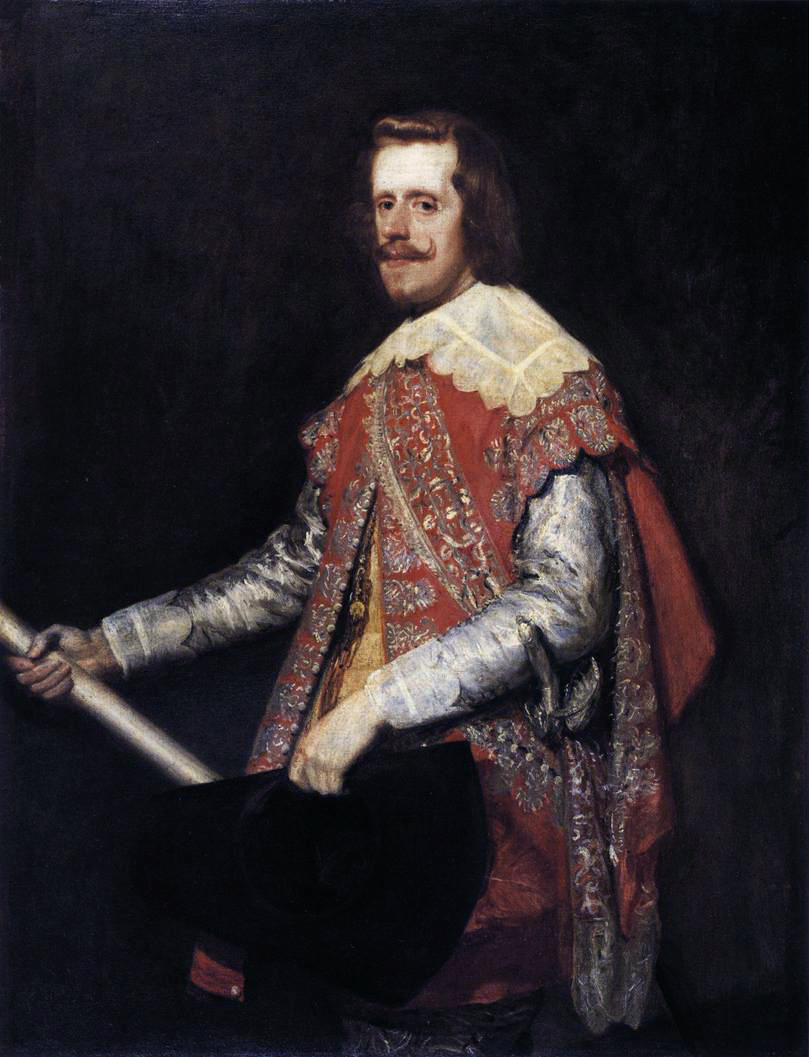
Il re di Spagna Filippo IV, sotto il cui regno si svolse la carriera di Giovan Battista Cantono

La carriera di Giovan Battista Cantone fu certamente favorita dalla presenza di un'importante generazione di giuristi alessandrini al principio del XVII secolo (che in alcuni casi lo aiutarono nella sua ascesa raccomandandolo per degli incarichi): tra questi furono tenuti in particolare considerazione Agostino Domenico Squarzafichi e Antonio Gallia; entrambi raggiunsero il massimo punto di arrivo del cursus honorum da magistrato nello Stato di Milano, ottenendo un seggio nel Senato della capitale, di cui il primo fu anche Presidente.
Il Cantone si laureò in utroque iure, quindi anche in diritto canonico, come attestano la sua carica di Consultore del Sant'Uffizio e, in tempi più tardi, la nomina a Reggente del Supremo Consiglio d'Italia, incarico per il quale era necessaria una laurea in entrambe le leggi. Non si hanno notizie sugli anni in cui si svolsero i suoi studi, la cui conclusione, in base alla data di nascita del Cantone, si può collocare intorno al 1610 o poco dopo. Di certo aveva un ruolo distinto all'interno del Collegio nobiliare dei Giureconsulti di Alessandria già nel 1618, quando fu scelto, in rappresentanza di detto Collegio, per declamare un elogio funebre in occasione delle esequie solenni in onore di Agostino Domenico Squarzafichi, Presidente del Senato di Milano. Fino al 1620 ricoprì cariche via via più importanti all'interno del suo Comune di appartenenza: oltre al ruolo privato di Auditore di vari feudatari delle terre alessandrine, fu Avvocato Giudice delle Commissioni Ordinarie, Consultore del Santo Uffizio, uno dei quattro Giudici dei Quartieri della città e infine Avvocato, Vicario e Priore del Governo di Alessandria.
A dare una svolta alla sua carriera, permettendogli di compiere il salto nell'ambiente della capitale di Milano, fu il suo legame di parentela con il giureconsulto Ortensio Bianchi, Oratore Residente a Milano per il Comune di Alessandria dal 1618, di cui aveva sposato una figlia. Nel 1620, infatti, il Bianchi fu nominato Questore del Magistrato Ordinario di Milano, e ottenne che il genero gli subentrasse nella carica di Oratore. Il Cantone fu riconfermato varie volte in questo incarico, ricoprendolo fino al 1632; negli ultimi tre anni, dal 1630, fu anche Vicario della Podesteria di Cremona, di nuovo grazie all'aiuto di un alessandrino, il senatore Antonio Gallia, podestà di quella città. Il cursus honorum di Giovanni Battista proseguì brillantemente negli anni successivi: nel 1632 fu nominato Vicario di Giustizia di Milano, l'8 luglio 1634 Capitano di Giustizia, prendendo possesso della carica il 21 agosto dello stesso anno; il 10 aprile 1636 ebbe la nomina a Questore del Magistrato Ordinario di Milano e giunse infine, il 28 settembre 1639, alla prestigiosa carica vitalizia di Senatore di Milano. Nel biennio 1642-1643 fu anche Podestà di Pavia, venendo riconfermato nell'incarico che aveva già svolto a completamento del biennio di podesteria del senatore cremonese Alfonso Mainardi, durante il quale questi era defunto.
Negli ultimi anni il Cantone ebbe un ulteriore riconoscimento delle sue qualità di amministratore dello stato: il 9 febbraio 1650 ricevette la comunicazione della nomina a Reggente del Supremo Consiglio d'Italia per lo Stato di Milano, ricoprendo quindi, tra i due seggi riservati al suo Stato di provenienza in quest'organo di governo, quello destinato a un giureconsulto italiano. Per il Ghilini fu in questa occasione che il Comune di Alessandria gli dedicò un'iscrizione commemorativa con il suo stemma nel broletto cittadino (secondo l'A-Valle fatta dipingere invece dopo la sua morte), che recitava:
Il Cantone morì a Madrid il 27 novembre 1655. In segno di stima il re Filippo IV concesse al figlio di Giovan Battista, Ortensio (che portava il nome del nonno materno), il cavalierato di Santiago con una commenda. Ortensio, nel 1655 ancora studente di legge all'università di Salamanca, ricoprì poi come il padre la carica di Questore del Magistrato Ordinario di Milano.